# Sonic Classic Collection
Sonic Classic Collection (ソニッククラシックコレクション Sonikku kurashik kukorekushon?) es un videojuego para la consola portátil Nintendo DS. Esta entrega es un recopilatorio de juegos de Sonic, la cual incluye los tres primeros juegos de Sonic (Sonic the Hedgehog, Sonic the Hedgehog 2 y Sonic the Hedgehog 3), junto con Sonic & Knuckles. Además, en el juego también se encuentran las versiones de Knuckles in Sonic 2 y Knuckles in Sonic 3.
- Datos: Q3048781